# Мальбоск
Мальбо́ск (фр. Malbosc, окс. Malbòsc) — коммуна во Франции, находится в регионе Рона — Альпы. Департамент коммуны — Ардеш. Входит в состав кантона Ле-Ван. Округ коммуны — Ларжантьер.
Код INSEE коммуны — 07148.

## Население
Население коммуны на 2008 год составляло 154 человека.
| 1962 | 1968 | 1975 | 1982 | 1990 | 1999 | 2008 |
| ---- | ---- | ---- | ---- | ---- | ---- | ---- |
| 113  | 171  | 157  | 165  | 146  | 172  | 154  |

## Экономика
В 2007 году среди 99 человек в трудоспособном возрасте (15—64 лет) 52 были экономически активными, 47 — неактивными (показатель активности — 52,5 %, в 1999 году было 60,5 %). Из 52 активных работали 46 человек (28 мужчин и 18 женщин), безработных было 6 (3 мужчин и 3 женщины). Среди 47 неактивных 2 человека были учениками или студентами, 13 — пенсионерами, 32 были неактивными по другим причинам.

## Достопримечательности
- Романская церковь
- Замок XII века

## Фотогалерея
- Памятник погибшим в Первой мировой войне
- Карта коммуны